# Festival Internacional de Cinema d'Antalya
El Festival de Cinema Taronja d'Or d'Antalya (turc: Antalya Altın Portakal Film Festivali), conegut des de fa uns anys des del 2015 com a Festival Internacional de Cinema d'Antalya, és un festival de cinema, que se celebra anualment des de 1963 a Antalya, i és el segon festival de cinema més important a Turquia. Des de 2009, l'esdeveniment, que té lloc durant els mesos de tardor al Centre Cultural d'Antalya (Antalya Kültür Merkezi, AKM), ha estat organitzat exclusivament per la Fundació Antalya per a la Cultura i les Arts (Antalya Kültür Sanat Vakfı, AKSAV) i ha inclòs una secció internacional dins del cos principal del festival.

## Història
Les activitats culturals com els concerts i les obres de teatre, que van començar a tenir lloc a la dècada de 1950 a l'històric Amfiteatre d'Aspendos, van constituir la pedra angular del Festival de Cinema d'Antalya d'avui. Aquests esdeveniments celebrats durant els mesos d'estiu sota el patrocini honorífic d'Avni Tolunay, van trobar un interès cada cop més gran de la gent i es van convertir en tradicionals a principis dels anys seixanta. L'any 1963, les festes es van convertir en un festival de cinema amb la iniciació Avni Tolunay, que aquell any va esdevenir alcalde d'Antalya. Com a logotip del festival de cinema, es va escollir una taronja com a símbol més important de la regió, juntament amb el mar, els elements històrics i l'estàtua de Venus. La taronja no només es converteix en una figura dins del logotip, sinó que també dona nom al festival.
El 1r Festival de Cinema Taronja d'Or es va celebrar l'any 1964. La seva missió va ser formulada per Avni Tolunay com a promoure el cinema turc, motivar els productors de cinema turcs per obtenir obres d'alta qualitat i ajudar el cinema turc a penetrar en la plataforma cinematogràfica internacional. El Premi al llarmetratge Taronja d’Or es va anomenar aviat l'Oscar turc arran de l'entusiasme creat en el món del cinema amb la seva alta actuació en poc temps. El 1978, el festival es va internacionalitzar incorporant per primera vegada les arts plàstiques.
Fins a l'any 1985, el Festival de la Taronja d'Or va ser organitzat pel mecenatge de l'Ajuntament d'Antalya. Aquell any, l'organització va ser assumida per la recentment creada Fundació per a la Cultura, les Arts i el Turisme d'Antalya (Antalya Kültür Sanat Turizm Vakfı, AKSAV). Des del 1985 fins al 1988, la incorporació d'un festival internacional de música anomenat "Akdeniz Akdeniz" ("Mediterrani Mediterrani") va afegir una altra dimensió al festival. Entre els anys 1989 i 1994, el municipi, les empreses turístiques i la cambra de comerç d'Antalya van organitzar conjuntament el Festival de Cinema Taronja d’Or. Finalment, el festival es va institucionalitzar amb la creació de la dundació de la Fundació Taronja d’Or Cultura i Arts. La institució funciona sota el nom de Fundació Antalya per a la Cultura i les Arts (Antalya Kültür Sanat Vakfı) des del setembre de 2002.
Del 2005 al 2008 es va organitzar conjuntament amb la Fundació Turca de Cinema i Cultura Audiovisual (TURSAK) i va estar acompanyat pel Festival Internacional de Cinema d'Euràsia: la 1a pel·lícula internacional d'Eurasia Festival; 2n Festival Internacional de Cinema d'Euràsia; 3r Festival Internacional de Cinema d'Euràsia; i la darrera 4a edició del Festival Internacional de Cinema d'Euràsia.
El festival es va cancel·lar el 29 de setembre de 2023 a causa de la intensa pressió del govern.

## Jurat
El jurat internacional del festival està format per nou personalitats del món del cinema i la cultura, que no poden estar directament associades a la producció o explotació d'una pel·lícula a concurs. Un jurat de set experts en cinema professionals en cadascuna de les tres categories de cinema assessora el jurat principal.

## Premis

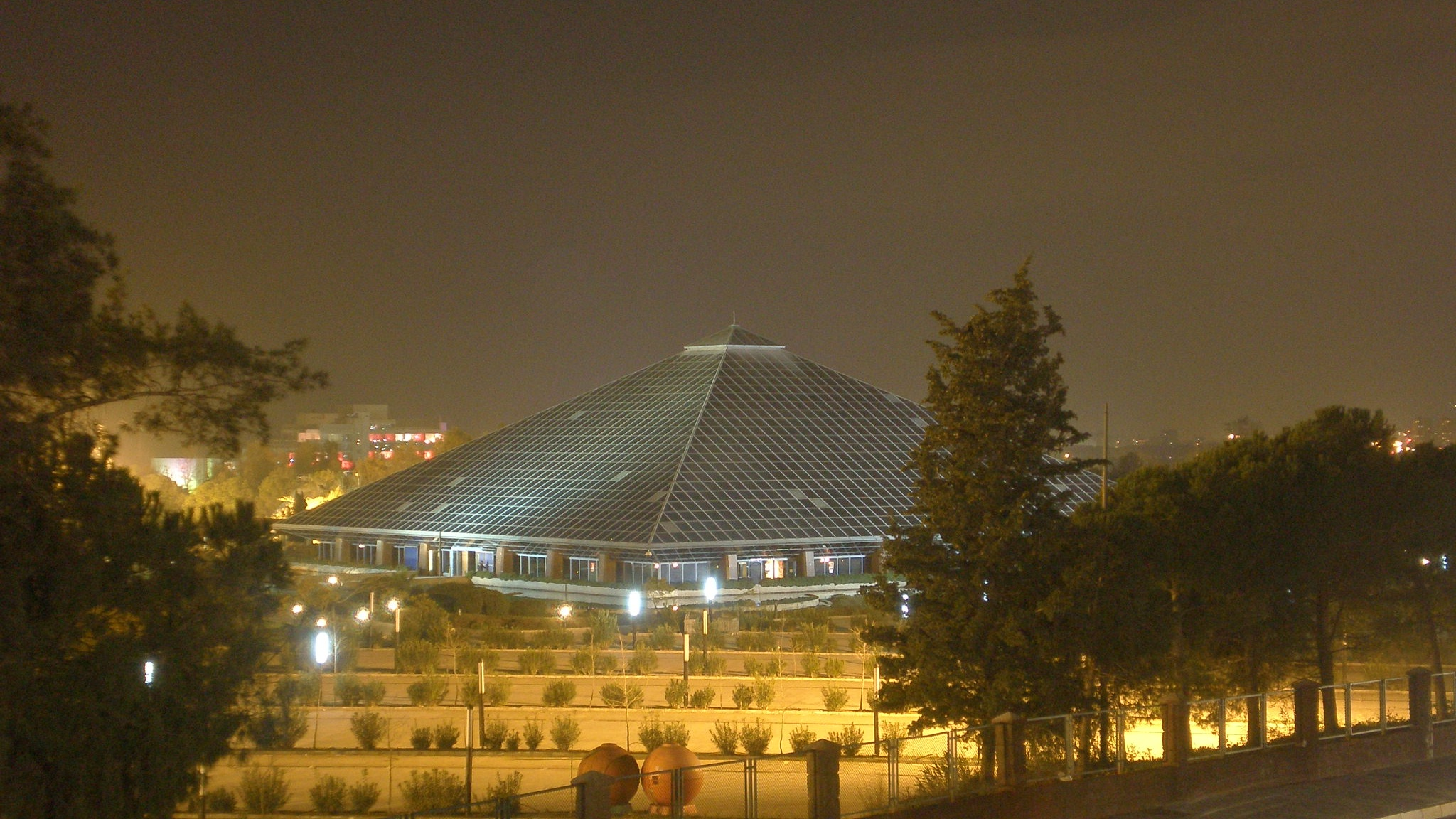
Piràmide de vidre

Els premis Taronja d'Or s'atorguen en tres categories de pel·lícules. L'estatueta utilitzada abans del 2005 s'ha restablert a partir del 2009.

### Concurs nacional de llargmetratges
S'atorguen premis en diners en les categories principals i, a més, s'atorga una estatueta taronja daurada en totes les categories següents:
- Millor pel·lícula: 300.000 TRY (aproximadament 140.000 dòlars EUA)
- Millor director: 30.000 TRY (14.000 USD)
- Millor guió 20.000 TRY (9.000 USD)
- Millor música 20.000 TRY (9.000 USD)
- Millor actriu
- Millor actor
- Millor direcció de càmera (a més, 100 rotlles de pel·lícula per valor de 30.000 dòlars concedits per Kodak)
- Millor direcció d'art
- Millor actriu secundària
- Millor actor secundari
- Millor fotografia
- Millor muntatge de pel·lícula
- Millor maquillatge i perruqueria (des de 2005)
- Millors efectes visuals (des de 2005)
- Millor disseny de vestuari
- Millor disseny de so i mescla de so (des de 2005)

## Llocs

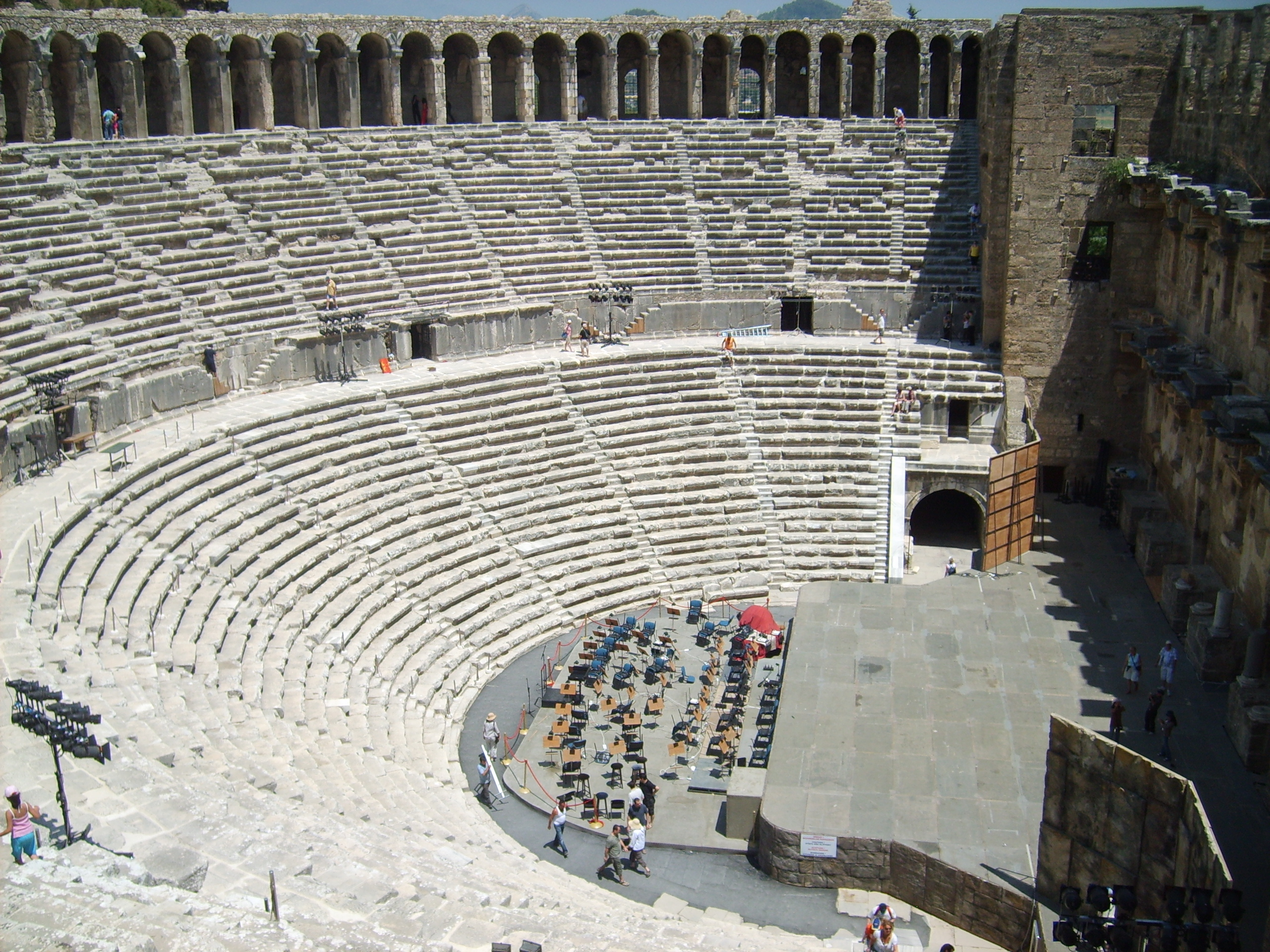
L'antic amfiteatre d'Aspendos

El festival comença amb una cercavila a la ciutat d'Antalya al vespre del primer dia. La cerimònia d'obertura té lloc a l'Amfiteatre Konyaaltı o al Centre Cultural d'Antalya amb la presència de celebritats convidades del cinema nacionals i internacionals. En aquesta cerimònia, s'entreguen premis honorífics als cineastes per la seva contribució.
L'acte de lliurament del premi té lloc a la nit de clausura a l'històric Amfiteatre d'Aspendos, que té unes 7.000 persones. En cas de males condicions meteorològiques, la cerimònia de lliurament del premi es trasllada al Glass Pyramid Sabancı Congress and Exhibition Center, que només ofereix seients per a un públic de 2.500 persones.

## Censura el 2014
Durant el 51è Festival de la Taronja d'Or el 2014, que va ser organitzat pel Partit de la Justícia i el Desenvolupament, municipal quan Kuzu dirigida per Kutluğ Ataman va escombrar el tauler, el llargmetratge documental de Reyan Tuvi sobre les protestes de Gezi del 2013-2014, titulat Yeryüzü Aşkın Yüzü Oluncaya Dek (Fins que la cara de la terra es converteixi en la cara de l'amor), va ser eliminat del festival amb l'afirmació que el documental infringia els articles 125 i 299 del Codi Penal Turc.
Com a primera reacció, el jurat del Festival va emetre un comunicat de premsa protestant per la decisió. En la declaració, el jurat va qualificar l'acció com un esforç de censura de l'administració i va declarar que l'administració del festival es va negar a restablir el documental malgrat les seves protestes escrites.
El 5 d'octubre de 2014, el president del jurat del Festival va informar a la premsa de la seva decisió de dimitir del jurat per motius ètics. L'endemà, 10 membres més del jurat van renunciar al Festival, informant a la premsa que es solidaritzaven amb Reyan Tuvi, que respecten el seu dret al públic, que protesten pel comportament de l'administració del Festival d'assumir el paper de branca judicial, i que els preocupen els intents de l'administració de normalitzar la censura.
De nou, el 5 d'octubre, Reyhan Tuvi va tuitejar que, donat que va decidir "eliminar una maledicció específica dels subtítols en anglès" (però no de l'àudio turc), el documental es projectarà ara al Festival tal com es va mostrar al públic d'Istanbul i d'altres llocs.